# Brasão de armas de Comores
O brasão nacional das Comores tem o crescente encontrado na bandeira nacional no centro; dentro deste crescente estão as quatro estrelas encontradas na bandeira. Um sol com raios estendidos está logo acima do crescente. Ao redor do ponto focal, o nome da nação (União das Comores) está escrito em francês e árabe. A orla é composta por dois ramos de oliveira, com o lema nacional na parte inferior em francês.